# 緩起訴處分
緩起訴處分是在刑事訴訟程序中仿照刑法緩刑的制度所設的一種轉向處遇，又稱暫緩起訴，一般簡稱為緩起訴，香港稱中止檢控（拉丁語：nolle prosequi）。源於日本的《刑事訴訟法》第248條「起訴猶豫制度」（日语：起訴猶予処分）。緩起訴的核心內容是當已認罪被告受緩起訴處分後，若該緩起訴處分在處分中所定的緩起訴期間內未被撤銷，則緩起訴時間一到，效力等同不起訴處分。

## 中華民國（臺灣）

### 國民政府時期
中華民國國民政府時期於1942年試行的《實驗地方法院辦理民刑訴訟補充辦法》中，即有緩起訴制度。但當時畢竟是試驗性質，並未正式採用。

### 現行制度
現行刑事訴訟中，緩起訴處分屬於檢察官職權之一，與法院、法官完全無關。檢察官在偵查終結後，雖然所蒐集的證據足以證明被告的犯罪事實，但若被告所犯之罪為死刑、無期徒刑或最輕本刑三年以上有期徒刑「以外」之罪，檢察官審酌《中華民國刑法》第57條所列事項及公共利益之參酌（通常被告有無前科紀錄是重要的考量點之一），認為以暫不起訴為佳者，可處以緩起訴處分。根據《刑事訴訟法》第253條之1，緩起訴期間為自緩起訴處分確定時起一至三年。同時，在緩起訴期間內，追訴權之時效停止進行，被害人亦不得針對同一犯罪事實提起自訴。
而緩起訴又分為「單純緩起訴」和「附負擔緩起訴」：前者為單純的緩起訴，以期間內不犯罪為義務；而後者則同時對被告課以一定義務（如：對被害者道歉、繳罰金入國庫、立悔過書或勞動等），但某些義務的課予則需要被告同意。且若日後該緩起訴處分遭撤銷，被告就已經履行之義務亦不得請求回復。有學者即認為，此處可能有雙重處罰之問題，有違憲疑慮。
在創設緩起訴處分制度時，除了將緩起訴救濟納入原有的內部監督機制（再議制度）外，另外又增設了外部監督機制（交付審判，《刑事訴訟法》第258條之1）。台灣的緩起訴規定在《刑事訴訟法》第253條之1、第253條之2、第253條之3。

## 外部連結
- 法務部法務統計指標 （页面存档备份，存于） 緩起訴實務運作概況